# Illorpaat
Illorpaat nebo Ilorpaat (někdy také Illorpait a Ilorpait, v tunumiitu Ittorpait, zastarale Igdlorpait nebo Idlorpait) je zaniklá misijní stanice Moravských bratří, ležela v kraji Kujalleq v Grónsku asi 12 km východně od Alluitsupu Paa, 36 km jihovýchodně od Eqalugaarsuitu, 37 km severně od Nanortaliku a 42 km severozápadně od Tasiusaqu.
Stanice Illorpaat byla založena v roce 1864 a v roce 1900 byla po státní reformě předána Dánské národní církvi.

### Související článek
- Grónské misie Moravských bratří